# Tunng
Tunng sind eine englische Folktronica-Band.

## Bandgeschichte
Tunng wurde als Projekt von Mike Lindsay und Sam Genders gegründet, die ursprünglich Musik für Werbung und Softpornos produzierten. Es entstand eine zweiköpfige Band, die ihren eigenen Musikstil aus Folk, Rock und Electronic entwickelte und dabei mit verschiedenen Musikern zusammenarbeitete. Ab 2004 veröffentlichten sie mehrere Singles und 2005 ihr Debütalbum Mother’s Daughter and Other Songs. Es wurde ein Jahr später auch in den USA veröffentlicht.
Da Genders anfangs nicht live auftreten wollte, wurde Tunng um weitere feste Mitglieder erweitert. Es folgten die Alben Comments of the Inner Chorus (2006) und Good Arrows (2007).
Danach folgte eine Bandauszeit, in der sich die Musiker anderen Projekten widmeten, die sie neben Tunng noch hatten, und danach intensive Touren. Genders zog sich endgültig aus der Band zurück und auf der Bühne und durch die Zusammenarbeit mit Ben Bickerton als Texter entwickelte sich eine neue Rollenverteilung und ein neuer Stil. Es dauerte bis 2010, bevor sie ihr viertes Album And Then We Saw Land fertiggestellt hatten. Erstmals schafften sie es damit auch in die UK-Charts.

## Diskografie
Alben
- Mother’s Daughter and Other Songs (2005)
- Comments of the Inner Chorus (2006)
- Good Arrows (2007)
- ...And Then We Saw Land (2010)
- Turbines (2013)
- Songs You Make at Night (2018)
- This Is...Tunng – Magpie Bites and Other Cuts (2019)
- Tunng Presents...Dead Club (2020)
- Love You All Over Again (2025)

Livealben
- This is Tunng... Live from the BBC (2011)

Singles
- Tale from Black (2004)
- The Maypole Song (2004)
- People Folk (2005)
- Magpie Bites (2005)
- The Pioneers (2006)
- Woodcat (2006)
- Jenny Again (2006)
- It’s Because... We’ve Got Hair (2006)
- Bricks (2007)
- Bullets (2007)
- Hustle (2010)
- Flatland (2018)
- ABOP (2018)